# FA Cup 1950/51
Der FA Cup 1950/51 war die 70. Austragung des The Football Association Challenge Cup (meist als FA Cup bekannt).
Der Pokalwettbewerb startete mit der Qualifikation zwischen dem 2. September 1950 und dem 15. November 1950. Die Hauptrunde begann anschließend ab dem 25. November 1950 und endete mit dem Finale in Wembley in London am 28. April 1951 vor einer Kulisse von offiziell 100.000 Zuschauern. Sieger des Wettbewerbs wurde zum vierten Mal Newcastle United. Unterlegener Finalist war der FC Blackpool.

## Wettbewerb

### Erste Hauptrunde
| Datum             |                          | Ergebnis |                        |
| ----------------- | ------------------------ | -------- | ---------------------- |
| 25. November 1950 | AFC Bournemouth          | 1:0      | Colchester United      |
| 25. November 1950 | FC Aldershot             | 2:2      | FC Bromley             |
| 25. November 1950 | FC Bishop Auckland       | 2:2      | York City              |
| 25. November 1950 | Bradford City            | 2:2      | Oldham Athletic        |
| 25. November 1950 | Bristol City             | 4:0      | Gloucester City        |
| 25. November 1950 | Bristol Rovers           | 1:1      | AFC Llanelli           |
| 25. November 1950 | Bromsgrove Rovers        | 1:3      | Hereford United        |
| 25. November 1950 | Carlisle United          | 2:1      | AFC Barrow             |
| 25. November 1950 | Chelmsford City          | 2:2      | Tonbridge Angels       |
| 25. November 1950 | FC Chester               | 1:2      | Bradford Park Avenue   |
| 25. November 1950 | Cleator Moor Celtic      | 0:5      | Tranmere Rovers        |
| 25. November 1950 | Crewe Alexandra          | 4:0      | FC North Shields       |
| 25. November 1950 | FC Darlington            | 2:7      | Rotherham United       |
| 25. November 1950 | Halifax Town             | 2:3      | AFC Ashington          |
| 25. November 1950 | Gainsborough Trinity     | 0:3      | Plymouth Argyle        |
| 25. November 1950 | FC Glastonbury           | 1:2      | Exeter City            |
| 25. November 1950 | Guildford City           | 1:5      | FC Dartford            |
| 25. November 1950 | Leyton Orient            | 1:2      | Ipswich Town           |
| 25. November 1950 | Linby Colliery           | 1:4      | FC Gillingham          |
| 25. November 1950 | Lincoln City             | 1:1      | FC Southport           |
| 25. November 1950 | Mansfield Town           | 1:0      | Walthamstow Avenue     |
| 25. November 1950 | AFC Newport County       | 4:2      | FC Walsall             |
| 25. November 1950 | Norwich City             | 2:0      | FC Watford             |
| 25. November 1950 | Nottingham Forest        | 6:1      | Torquay United         |
| 25. November 1950 | Port Vale                | 3:2      | AFC New Brighton       |
| 25. November 1950 | FC Reading               | 3:1      | Cheltenham Town        |
| 25. November 1950 | AFC Rochdale             | 3:1      | AFC Willington         |
| 25. November 1950 | FC Scarborough           | 1:2      | FC Rhyl                |
| 25. November 1950 | Tooting & Mitcham United | 2:3      | Brighton & Hove Albion |
| 25. November 1950 | Witton Albion            | 1:2      | FC Nelson              |
| 25. November 1950 | Worcester City           | 1:4      | Hartlepools United     |
| 25. November 1950 | AFC Wrexham              | 1:0      | Accrington Stanley     |
| 29. November 1950 | Crystal Palace           | 1:4      | FC Millwall            |
| 29. November 1950 | Southend United          | 0:3      | Swindon Town           |

#### Wiederholungsspiele
| Datum             |                  | Ergebnis |                    |
| ----------------- | ---------------- | -------- | ------------------ |
| 28. November 1950 | AFC Llanelli     | 1:1      | Bristol Rovers     |
| 28. November 1950 | Oldham Athletic  | 2:1      | Bradford City      |
| 28. November 1950 | FC Southport     | 3:2      | Lincoln City       |
| 29. November 1950 | FC Bromley       | 0:1      | FC Aldershot       |
| 29. November 1950 | Tonbridge Angels | 0:1      | Chelmsford City    |
| 29. November 1950 | York City        | 2:1      | FC Bishop Auckland |
| 4. Dezember 1950  | Bristol Rovers   | 3:1      | AFC Llanelli       |

### Zweite Hauptrunde
| Datum            |                        | Ergebnis |                      |
| ---------------- | ---------------------- | -------- | -------------------- |
| 9. Dezember 1950 | FC Aldershot           | 3:0      | AFC Bournemouth      |
| 9. Dezember 1950 | AFC Ashington          | 1:2      | AFC Rochdale         |
| 9. Dezember 1950 | Brighton & Hove Albion | 2:0      | Ipswich Town         |
| 9. Dezember 1950 | Bristol City           | 2:1      | AFC Wrexham          |
| 9. Dezember 1950 | Bristol Rovers         | 2:2      | FC Gillingham        |
| 9. Dezember 1950 | Chelmsford City        | 1:4      | Mansfield Town       |
| 9. Dezember 1950 | Crewe Alexandra        | 2:2      | Plymouth Argyle      |
| 9. Dezember 1950 | Exeter City            | 3:0      | Swindon Town         |
| 9. Dezember 1950 | Hartlepools United     | 1:2      | Oldham Athletic      |
| 9. Dezember 1950 | Hereford United        | 0:3      | AFC Newport County   |
| 9. Dezember 1950 | FC Millwall            | 1:1      | Bradford Park Avenue |
| 9. Dezember 1950 | Port Vale              | 3:2      | FC Nelson            |
| 9. Dezember 1950 | FC Reading             | 4:0      | FC Dartford          |
| 9. Dezember 1950 | FC Rhyl                | 0:1      | Norwich City         |
| 9. Dezember 1950 | Rotherham United       | 3:1      | Nottingham Forest    |
| 9. Dezember 1950 | FC Southport           | 1:3      | Carlisle United      |
| 9. Dezember 1950 | York City              | 2:1      | Tranmere Rovers      |

#### Wiederholungsspiele
| Datum             |                      | Ergebnis |                 |
| ----------------- | -------------------- | -------- | --------------- |
| 13. Dezember 1950 | Bradford Park Avenue | 0:1      | FC Millwall     |
| 13. Dezember 1950 | FC Gillingham        | 1:1      | Bristol Rovers  |
| 13. Dezember 1950 | Plymouth Argyle      | 3:0      | Crewe Alexandra |
| 18. Dezember 1950 | Bristol Rovers       | 2:1      | FC Gillingham   |

### Dritte Hauptrunde
| Datum           |                        | Ergebnis |                         |
| --------------- | ---------------------- | -------- | ----------------------- |
| 6. Januar 1951  | FC Arsenal             | 0:0      | Carlisle United         |
| 6. Januar 1951  | Aston Villa            | 2:0      | FC Burnley              |
| 6. Januar 1951  | Birmingham City        | 2:0      | Manchester City         |
| 6. Januar 1951  | Bolton Wanderers       | 2:0      | York City               |
| 6. Januar 1951  | Brighton & Hove Albion | 2:1      | FC Chesterfield         |
| 6. Januar 1951  | Bristol City           | 2:1      | Blackburn Rovers        |
| 6. Januar 1951  | Charlton Athletic      | 2:2      | FC Blackpool            |
| 6. Januar 1951  | Derby County           | 2:2      | West Bromwich Albion    |
| 6. Januar 1951  | FC Fulham              | 1:0      | Sheffield Wednesday     |
| 6. Januar 1951  | Grimsby Town           | 3:3      | Exeter City             |
| 6. Januar 1951  | Huddersfield Town      | 2:0      | Tottenham Hotspur       |
| 6. Januar 1951  | Hull City              | 2:0      | FC Everton              |
| 6. Januar 1951  | Leeds United           | 1:0      | FC Middlesbrough        |
| 6. Januar 1951  | Leicester City         | 0:3      | Preston North End       |
| 6. Januar 1951  | Luton Town             | 2:0      | FC Portsmouth           |
| 6. Januar 1951  | Manchester United      | 4:1      | Oldham Athletic         |
| 6. Januar 1951  | Mansfield Town         | 2:0      | Swansea Town            |
| 6. Januar 1951  | Newcastle United       | 4:1      | FC Bury                 |
| 6. Januar 1951  | AFC Newport County     | 3:2      | FC Reading              |
| 6. Januar 1951  | Northampton Town       | 3:1      | FC Barnsley             |
| 6. Januar 1951  | Norwich City           | 3:1      | FC Liverpool            |
| 6. Januar 1951  | Notts County           | 3:4      | FC Southampton          |
| 6. Januar 1951  | Plymouth Argyle        | 1:2      | Wolverhampton Wanderers |
| 6. Januar 1951  | Queens Park Rangers    | 3:4      | FC Millwall             |
| 6. Januar 1951  | Rotherham United       | 2:1      | Doncaster Rovers        |
| 6. Januar 1951  | Sheffield United       | 1:0      | AFC Gateshead           |
| 6. Januar 1951  | Stockport County       | 2:1      | FC Brentford            |
| 6. Januar 1951  | Stoke City             | 2:2      | Port Vale               |
| 6. Januar 1951  | AFC Sunderland         | 2:0      | Coventry City           |
| 6. Januar 1951  | West Ham United        | 2:1      | Cardiff City            |
| 9. Januar 1951  | AFC Rochdale           | 2:3      | FC Chelsea              |
| 10. Januar 1951 | Bristol Rovers         | 5:1      | FC Aldershot            |

#### Wiederholungsspiele
| Datum           |                      | Ergebnis |                   |
| --------------- | -------------------- | -------- | ----------------- |
| 8. Januar 1951  | Port Vale            | 0:1      | Stoke City        |
| 10. Januar 1951 | FC Blackpool         | 3:0      | Charlton Athletic |
| 10. Januar 1951 | Exeter City          | 4:2      | Grimsby Town      |
| 10. Januar 1951 | West Bromwich Albion | 0:1      | Derby County      |
| 11. Januar 1951 | Carlisle United      | 1:4      | FC Arsenal        |

### Vierte Hauptrunde
| Datum           |                         | Ergebnis |                        |
| --------------- | ----------------------- | -------- | ---------------------- |
| 27. Januar 1951 | FC Arsenal              | 3:2      | Northampton Town       |
| 27. Januar 1951 | FC Blackpool            | 2:1      | Stockport County       |
| 27. Januar 1951 | Bristol City            | 1:0      | Brighton & Hove Albion |
| 27. Januar 1951 | Derby County            | 1:3      | Birmingham City        |
| 27. Januar 1951 | Exeter City             | 1:1      | FC Chelsea             |
| 27. Januar 1951 | Hull City               | 2:0      | Rotherham United       |
| 27. Januar 1951 | Luton Town              | 1:2      | Bristol Rovers         |
| 27. Januar 1951 | Manchester United       | 4:0      | Leeds United           |
| 27. Januar 1951 | FC Millwall             | 0:1      | FC Fulham              |
| 27. Januar 1951 | Newcastle United        | 3:2      | Bolton Wanderers       |
| 27. Januar 1951 | AFC Newport County      | 0:2      | Norwich City           |
| 27. Januar 1951 | Preston North End       | 0:2      | Huddersfield Town      |
| 27. Januar 1951 | Sheffield United        | 0:0      | Mansfield Town         |
| 27. Januar 1951 | Stoke City              | 1:0      | West Ham United        |
| 27. Januar 1951 | AFC Sunderland          | 2:0      | FC Southampton         |
| 27. Januar 1951 | Wolverhampton Wanderers | 3:1      | Aston Villa            |

#### Wiederholungsspiele
| Datum           |                | Ergebnis |                  |
| --------------- | -------------- | -------- | ---------------- |
| 31. Januar 1951 | FC Chelsea     | 2:0      | Exeter City      |
| 31. Januar 1951 | Mansfield Town | 2:1      | Sheffield United |

### Fünfte Hauptrunde
| Datum            |                         | Ergebnis |                   |
| ---------------- | ----------------------- | -------- | ----------------- |
| 10. Februar 1951 | Birmingham City         | 2:0      | Bristol City      |
| 10. Februar 1951 | FC Blackpool            | 2:0      | Mansfield Town    |
| 10. Februar 1951 | Bristol Rovers          | 3:0      | Hull City         |
| 10. Februar 1951 | FC Chelsea              | 1:1      | FC Fulham         |
| 10. Februar 1951 | Manchester United       | 1:0      | FC Arsenal        |
| 10. Februar 1951 | Stoke City              | 2:4      | Newcastle United  |
| 10. Februar 1951 | AFC Sunderland          | 3:1      | Norwich City      |
| 10. Februar 1951 | Wolverhampton Wanderers | 2:0      | Huddersfield Town |

#### Wiederholungsspiel
| Datum            |           | Ergebnis |            |
| ---------------- | --------- | -------- | ---------- |
| 14. Februar 1951 | FC Fulham | 3:0      | FC Chelsea |

### Sechste Hauptrunde
| Datum            |                  | Ergebnis |                         |
| ---------------- | ---------------- | -------- | ----------------------- |
| 24. Februar 1951 | Birmingham City  | 1:0      | Manchester United       |
| 24. Februar 1951 | FC Blackpool     | 1:0      | FC Fulham               |
| 24. Februar 1951 | Newcastle United | 0:0      | Bristol Rovers          |
| 24. Februar 1951 | AFC Sunderland   | 1:1      | Wolverhampton Wanderers |

#### Wiederholungsspiele
| Datum            |                         | Ergebnis |                  |
| ---------------- | ----------------------- | -------- | ---------------- |
| 28. Februar 1951 | Bristol Rovers          | 1:3      | Newcastle United |
| 28. Februar 1951 | Wolverhampton Wanderers | 3:1      | AFC Sunderland   |

### Halbfinale
Die ersten beiden Spiele wurden am 10. März 1951 und die Wiederholungsspiele am 14. März 1951 ausgetragen.
|                  | Ergebnis |                         | Ort        |
| ---------------- | -------- | ----------------------- | ---------- |
| FC Blackpool     | 0:0      | Birmingham City         | Manchester |
| Newcastle United | 0:0      | Wolverhampton Wanderers | Sheffield  |

#### Wiederholungsspiel
|                  | Ergebnis |                         | Ort          |
| ---------------- | -------- | ----------------------- | ------------ |
| FC Blackpool     | 2:1      | Birmingham City         | Liverpool    |
| Newcastle United | 2:1      | Wolverhampton Wanderers | Huddersfield |

### Finale
| Newcastle United                            | Newcastle United | FC Blackpool | FC Blackpool |
| ------------------------------------------- | --- | --- | ------------ |
| Newcastle United                            | \| Finale \| \| Samstag, 28. April 1951 in London (Wembley) \| \| Ergebnis: 2:0 (0:0) \| \| Zuschauer: 100.000 \| \| Schiedsrichter: William Ling \| \| Spielbericht \|                          | \| Finale \| \| Samstag, 28. April 1951 in London (Wembley) \| \| Ergebnis: 2:0 (0:0) \| \| Zuschauer: 100.000 \| \| Schiedsrichter: William Ling \| \| Spielbericht \|                 | FC Blackpool |
| Newcastle United                            | Jack Fairbrother – Bobby Cowell, Bobby Corbett – Joe Harvey, Frank Brennan, Charlie Crowe – Tommy Walker, Ernie Taylor, Jackie Milburn, George Robledo, Bobby Mitchell Cheftrainer: Stan Seymour | George Farm – Eddie Shimwell, Tommy Garrett – Harry Johnston, Eric Hayward, Hugh Kelly – Stanley Matthews, Jackie Mudie, Stan Mortensen, Bill Slater, Bill Perry Cheftrainer: Joe Smith | FC Blackpool |
| Newcastle United                            | 1:0 Jackie Milburn (50.) 2:0 Jackie Milburn (55.) | | FC Blackpool |
| Finale                                      | | |              |
| Samstag, 28. April 1951 in London (Wembley) | | |              |
| Ergebnis: 2:0 (0:0)                         | | |              |
| Zuschauer: 100.000                          | | |              |
| Schiedsrichter: William Ling                | | |              |
| Spielbericht                                | | |              |